# Saison 8 de Nouvelle Star
 (juillet 2025).
- Si vous ne connaissez pas le sujet, laissez ce bandeau (vous pouvez alors contacter les auteurs).
- Si vous supprimez le contenu mis en cause (vous pouvez préalablement contacter les auteurs),

argumentez précisément cette suppression dans la page de discussion
(un manque de référence n'est pas un argument ; une recherche réelle de référence doit avoir été effectuée, être formellement documentée).
La huitième saison de Nouvelle Star, émission française de téléréalité musicale a été diffusée sur M6 et sur Plug RTL du 2 mars 2010 au 16 juin 2010.
Cette saison a été remportée par Luce.
À l'instar des émissions Pékin Express et La France a un incroyable talent, après chaque prime (depuis le 14 avril 2010), est diffusée en deuxième partie de soirée et en direct une autre émission présentant les coulisses, Nouvelle Star, ça continue (auparavant diffusée sur Fun TV de 2003 à 2005 et sur W9 de 2006 à 2009). Elle est présentée par Estelle Denis, Jérôme Anthony et Camille Combal.
Marco Prince est le nouveau juré de l'émission, il prend la place de Sinclair,.

## Participants

### Présentation
- Virginie Guilhaume[1]

### Jury
- André Manoukian
- Lio
- Philippe Manœuvre
- Marco Prince

### Candidats

#### Les 15 finalistes
| Prénom    | Vrai nom (nom d'artiste)        | Âge (date de naissance)    | Profession                                      | Ville de casting | % de votes bleus (bleus/rouges) | Statut                            | Réf(s). |
| --------- | ------------------------------- | -------------------------- | ----------------------------------------------- | ---------------- | ------------------------------- | --------------------------------- | ------- |
| Luce      | Lucie Brunet                    | 20 ans (28 janvier 1990)   | Étudiante en école d'infirmière                 | Marseille        | 88% (60/8)                      | Gagnante le 16 juin 2010          | ,       |
| François  | François Raoult                 | 25 ans (18 mars 1985)      | Étudiant en école d'arts et métiers de la scène | Paris            | 76% (52/16)                     | Finaliste le 16 juin 2010         | ,       |
| Ramón     | Ramón Mirabet                   | 25 ans (7 août 1984)       | NC                                              | Paris            | 61% (34/22)                     | Demi-finaliste le 9 juin 2010     | ,       |
| Lussi     | Lucie Lebrun                    | 25 ans (27 avril 1984)     | Musicienne                                      | Lyon             | 80% (35/9)                      | Quart-de-finaliste le 2 juin 2010 | ,       |
| Benjamin  | Benjamin Boehm (Benjamin Bohem) | 16 ans (4 août 1993)       | Lycéen                                          | Strasbourg       | 83% (30/6)                      | Éliminé le 26 mai 2010            | ,       |
| Dave      | David Marimootoo (Dave Dario)   | 27 ans (18 mai 1982)       | Ingénieur du son                                | Paris            | 46% (13/15)                     | Éliminé le 19 mai 2010            | ,       |
| Annabelle | ? (Shynèze)                     | 20 ans (3 octobre 1989)    | Vendeuse                                        | Paris            | 30% (6/14)                      | Éliminée le 13 mai 2010           | ,       |
| Stéphanie | Stéphanie Vondenhoff            | 29 ans (7 juillet 1980)    | Chanteuse                                       | Bruxelles        | 75% (12/4)                      | Éliminée le 5 mai 2010            | ,       |
| Sacha     | Sacha Page (French Tobacco)     | 19 ans (21 octobre 1990)   | Étudiant                                        | Paris            | 58% (7/5)                       | Éliminé le 28 avril 2010          | ,       |
| Marine    | NC                              | 26 ans (13 septembre 1983) | Chanteuse                                       | Paris            | 50% (4/4)                       | Éliminée le 21 avril 2010         | [ 29 ]  |
| Ambre     | Ambre Dupont                    | 23 ans (27 juin 1986)      | Artiste                                         | Lyon             | 50% (2/2)                       | Éliminés le 14 avril 2010         | ,       |
| Anna      | Anna Torné                      | 18 ans (12 novembre 1991)  | Étudiante                                       | Toulouse         | 25% (1/3)                       | Éliminés le 14 avril 2010         | ,       |
| Lucia     | Lucia de Carvalho               | 29 ans (9 août 1980)       | Chanteuse-choriste                              | Strasbourg       | 50% (2/2)                       | Éliminés le 14 avril 2010         | ,       |
| Manon     | Manon Trinquier                 | 19 ans (7 octobre 1990)    | Chanteuse                                       | Toulouse         | 50% (2/2)                       | Éliminés le 14 avril 2010         | ,       |
| Siegfried | NC                              | 27 ans (juillet 1982)      | Enseignant en économie                          | Bruxelles        | 75% (3/1)                       | Éliminés le 14 avril 2010         | [ 32 ]  |

## Primes

### Primeno1- 14 avril 2010
| Candidat  | Chanson                    | Interprète original          | Vote du jury | Vote du jury | Vote du jury | Vote du jury |
| --------- | -------------------------- | ---------------------------- | ------------ | ------------ | ------------ | ------------ |
| Candidat  | Chanson                    | Interprète original          | Manœuvre     | Manoukian    | Lio          | Prince       |
| Annabelle | Enpire State of Mind       | Alicia Keys                  |              |              |              |              |
| François  | Temps à nouveau            | Jean-Louis Aubert            |              |              |              |              |
| Stéphanie | Faith                      | George Michael               |              |              |              |              |
| Manon     | Où je vais                 | Amel Bent                    |              |              |              |              |
| Siegfried | Pile ou Face               | Corynne Charby               |              |              |              |              |
| Ramón     | Ain't No Sunshine          | Bill Withers                 |              |              |              |              |
| Ambre     | Quelque chose de Tennessee | Johnny Hallyday              |              |              |              |              |
| Luce      | Qui de nous deux ?         | -M-                          |              |              |              |              |
| Dave      | Beggin'                    | Madcon / Frankie Valli       |              |              |              |              |
| Sacha     | Sur la route               | Raphaël et Jean-Louis Aubert |              |              |              |              |
| Anna      | Elle panique               | Olivia Ruiz                  |              |              |              |              |
| Marine    | Be My Baby                 | Vanessa Paradis              |              |              |              |              |
| Lucia     | Je suis un homme           | Zazie                        |              |              |              |              |
| Benjamin  | After Tonight              | Justin Nozuka                |              |              |              |              |
| Lussi     | Venus                      | Shocking Blue                |              |              |              |              |

Chansons collectives
- Laurent Voulzy, Rockollection : Les quinze candidats.

État de la compétition
- Qualifiés :   Luce • Benjamin • Sacha • Annabelle • Dave • Stéphanie • François • Lussi • Ramón • Marine (repêchée par le jury)
- Éliminés : Ambre • Anna • Lucia • Manon • Siegfried

### Primeno2- 21 avril 2010
| Candidat  | Chanson                      | Interprète original     | Vote du jury | Vote du jury | Vote du jury | Vote du jury |
| --------- | ---------------------------- | ----------------------- | ------------ | ------------ | ------------ | ------------ |
| Candidat  | Chanson                      | Interprète original     | Manœuvre     | Manoukian    | Lio          | Prince       |
| Dave      | Du côté de chez Swann        | Dave                    |              |              |              |              |
| François  | The Reason                   | Hoobastank              |              |              |              |              |
| Annabelle | Hot Stuff                    | Donna Summer            |              |              |              |              |
| Ramón     | Black Hole Sun               | Soundgarden             |              |              |              |              |
| Lussi     | La Fille du Père Noël        | Jacques Dutronc         |              |              |              |              |
| Sacha     | I Will Survive               | Gloria Gaynor           |              |              |              |              |
| Luce      | Dream a Little Dream of Me   | The Mamas and the Papas |              |              |              |              |
| Stéphanie | Chanson sur une drôle de vie | Véronique Sanson        |              |              |              |              |
| Marine    | Sous le soleil exactement    | Anna Karina             |              |              |              |              |
| Benjamin  | Oh Yeah !                    | Housse de Racket        |              |              |              |              |

Chansons collectives
- The Beatles, Help! : Les dix candidats.
- L5, Toutes les femmes de ta vie : Annabelle • Luce • Lussi • Marine • Stéphanie
- The Virgins, Rich Girls : Benjamin • Dave • François • Ramón • Sacha

État de la compétition
- Qualifiés :  François • Sacha • Stéphanie • Lussi • Luce • Benjamin • Ramón • Dave • Annabelle
- Éliminée : Marine

### Primeno3- 28 avril 2010
| Candidat  | Chanson               | Interprète original | Vote du jury | Vote du jury | Vote du jury | Vote du jury |
| --------- | --------------------- | ------------------- | ------------ | ------------ | ------------ | ------------ |
| Candidat  | Chanson               | Interprète original | Manœuvre     | Manoukian    | Lio          | Prince       |
| François  | Un homme pressé       | Noir Désir          |              |              |              |              |
| Ramón     | Le Sud                | Nino Ferrer         |              |              |              |              |
| Benjamin  | Mad World             | Tears for Fears     |              |              |              |              |
| Stéphanie | Sober                 | Pink                |              |              |              |              |
| Lussi     | Whole Lotta Love      | Led Zeppelin        |              |              |              |              |
| Annabelle | La Ceinture           | Élodie Frégé        |              |              |              |              |
| Sacha     | La Bombe humaine      | Téléphone           |              |              |              |              |
| Dave      | How Deep Is Your Love | Bee Gees            |              |              |              |              |
| Luce      | Étienne               | Guesch Patti        |              |              |              |              |

Chansons collectives
- Free, All Right Now : Les neuf candidats.
- Madness, Our House : Stéphanie • Lussi • Luce
- K-Maro,  Femme Like U : Dave • François • Sacha
- Partenaire particulier, Patenaire particulier : Benjamin • Annabelle • Ramón

État de la compétition
- Qualifiés :  Benjamin • Lussi • François • Luce • Annabelle • Dave • Ramón • Stéphanie
- Éliminé : Sacha

### Primeno4- 5 mai 2010
| Candidat  | Chanson                          | Interprète original  | Vote du jury | Vote du jury | Vote du jury | Vote du jury |
| --------- | -------------------------------- | -------------------- | ------------ | ------------ | ------------ | ------------ |
| Candidat  | Chanson                          | Interprète original  | Manœuvre     | Manoukian    | Lio          | Prince       |
| Ramón     | J'aime regarder les filles       | Patrick Coutin       |              |              |              |              |
| Annabelle | Black Horse and the Cherry Tree  | KT Tunstall          |              |              |              |              |
| Dave      | Éteins la lumière                | Axel Bauer           |              |              |              |              |
| Lussi     | Comme un boomerang               | Étienne Daho et Dani |              |              |              |              |
| Stéphanie | J'ai vu                          | Niagara              |              |              |              |              |
| François  | (Sittin' On) The Dock of the Bay | Otis Redding         |              |              |              |              |
| Luce      | Beautiful                        | Christina Aguilera   |              |              |              |              |
| Benjamin  | Lalalove You                     | BB Brunes            |              |              |              |              |

Chansons collectives
- KC and the Sunshine Band, That's the Way (I Like It) : Les candidats
- Michel Berger et France Gall, Ça balance pas mal à Paris : Annabelle • Benjamin • Luce
- Paul McCartney et Michael Jackson, Say Say Say : Dave • Lussi
- Toto, Hold the line : François • Ramón • Stéphanie

État de la compétition
- Qualifiés : François • Lussi • Luce • Benjamin • Annabelle • Ramón • Dave
- Éliminée : Stéphanie

Invité
- Jennifer Lopez (diffusion d'un reportage)

### Primeno5- 13 mai 2010
| Candidat  | Chanson                | Interprète original | Vote du jury | Vote du jury | Vote du jury | Vote du jury |
| --------- | ---------------------- | ------------------- | ------------ | ------------ | ------------ | ------------ |
| Candidat  | Chanson                | Interprète original | Manœuvre     | Manoukian    | Lio          | Prince       |
| Dave      | Poker Face             | Lady Gaga           |              |              |              |              |
| Annabelle | Évidemment             | France Gall         |              |              |              |              |
| François  | Machistador            | -M-                 |              |              |              |              |
| Benjamin  | Somewhere Only We Know | Keane               |              |              |              |              |
| Luce      | Louxor, j'adore        | Philippe Katerine   |              |              |              |              |
| Ramón     | Last Request           | Paolo Nutini        |              |              |              |              |
| Lussi     | Thriller               | Michael Jackson     |              |              |              |              |

Chansons collectives
- Earth, Wind and Fire feat. The Emotions, Boogie Wonderland : Les sept candidats.
- Pete Yorn et Scarlett Johansson, Relator : Dave • Luce
- Zazie et Axel Bauer, À ma place : François • Lussi
- Cookie Dingler, Femme libérée : Annabelle • Benjamin • Ramón

État de la compétition
- Qualifiés : Benjamin • François • Ramón • Luce • Dave • Lussi
- Éliminée : Annabelle

### Primeno6- 19 mai 2010
| Candidat | Chanson              | Interprète original | Vote du jury | Vote du jury | Vote du jury | Vote du jury | Total |
| -------- | -------------------- | ------------------- | ------------ | ------------ | ------------ | ------------ | ----- |
| Candidat | Chanson              | Interprète original | Manœuvre     | Manoukian    | Lio          | Prince       | Total |
| Lussi    | Ain't No Other Man   | Christina Aguilera  |              |              |              |              | 6/8   |
| Lussi    | Pas assez de toi     | Mano Negra          |              |              |              |              | 6/8   |
| Dave     | On s'attache         | Christophe Maé      |              |              |              |              | 3/8   |
| Dave     | Kiss from a Rose     | Seal                |              |              |              |              | 3/8   |
| François | Don't Stop The Music | Rihanna             |              |              |              |              | 6/8   |
| François | Respire              | Mickey 3D           |              |              |              |              | 6/8   |
| Benjamin | J't'emmène au vent   | Louise Attaque      |              |              |              |              | 6/8   |
| Benjamin | Creep                | Radiohead           |              |              |              |              | 6/8   |
| Ramón    | Hotel California     | Eagles              |              |              |              |              | 4/8   |
| Ramón    | J'aime plus Paris    | Thomas Dutronc      |              |              |              |              | 4/8   |
| Luce     | Les Sucettes         | France Gall         |              |              |              |              | 8/8   |
| Luce     | Tainted Love         | Gloria Jones        |              |              |              |              | 8/8   |

Chansons collectives
- The Rembrandts, I'll Be There for You : Les six candidats

État de la compétition
- Qualifiés : Ramón • Benjamin • Luce • Lussi • François
- Éliminé : Dave

Invité
- Amel Bent (demi-finaliste de la Nouvelle Star 2004) interprète son nouveau single Je me sens bien.

### Primeno7- 26 mai 2010:ABBA
Chaque candidat interprète deux chansons : l'une en français, l'autre en anglais. Pour la première fois, l'émission est retransmise en 3D : au MK2 Bibliothèque (auquel 250 personnes ont eu accès) ainsi que sur le canal 3D de la TV d'Orange (canal 33).
| Candidat | Chanson            | Interprète original | Vote du jury | Vote du jury | Vote du jury | Vote du jury | Total |
| -------- | ------------------ | ------------------- | ------------ | ------------ | ------------ | ------------ | ----- |
| Candidat | Chanson            | Interprète original | Manœuvre     | Manoukian    | Lio          | Prince       | Total |
| Benjamin | This Love          | Maroon 5            |              |              |              |              | 6/8   |
| Benjamin | Jardin d'hiver     | Henri Salvador      |              |              |              |              | 6/8   |
| Ramón    | Les Champs-Élysées | Joe Dassin          |              |              |              |              | 7/8   |
| Ramón    | Imagine            | John Lennon         |              |              |              |              | 7/8   |
| François | Un homme heureux   | William Sheller     |              |              |              |              | 8/8   |
| François | Smoke on the Water | Deep Purple         |              |              |              |              | 8/8   |
| Lussi    | Les Histoires d'A. | Rita Mitsouko       |              |              |              |              | 7/8   |
| Lussi    | Glory Box          | Portishead          |              |              |              |              | 7/8   |
| Luce     | Miss You           | The Rolling Stones  |              |              |              |              | 6/8   |
| Luce     | Gigi L'amoroso     | Dalida              |              |              |              |              | 6/8   |

Chansons collectives
- ABBA, Gimme! Gimme! Gimme! (A Man After Midnight) : Benjamin • Ramón • François • Lussi • Luce
- ABBA, Money, Money, Money : Luce • Lussi
- ABBA, Dancing Queen : Benjamin • François • Ramón

État de la compétition
- Qualifiés : François • Luce • Lussi • Ramón
- Éliminé :  Benjamin

### Primeno8- 2 juin 2010: Quart de finale
| Candidat | Chanson                         | Interprète original | Vote du jury | Vote du jury | Vote du jury | Vote du jury | Total |
| -------- | ------------------------------- | ------------------- | ------------ | ------------ | ------------ | ------------ | ----- |
| Candidat | Chanson                         | Interprète original | Manœuvre     | Manoukian    | Lio          | Prince       | Total |
| Ramón    | La Boîte de jazz                | Michel Jonasz       |              |              |              |              | 4/8   |
| Ramón    | No Woman, No Cry                | Bob Marley          |              |              |              |              | 4/8   |
| Lussi    | Highway to Hell                 | AC/DC               |              |              |              |              | 7/8   |
| Lussi    | Désenchantée                    | Mylène Farmer       |              |              |              |              | 7/8   |
| François | La Corrida                      | Francis Cabrel      |              |              |              |              | 6/8   |
| François | Time is running out             | Muse                |              |              |              |              | 6/8   |
| Luce     | La plus belle pour aller danser | Sylvie Vartan       |              |              |              |              | 4/8   |
| Luce     | What's Love Got to Do with It   | Tina Turner         |              |              |              |              | 4/8   |

Chansons collectives
- Black Eyed Peas, Let's get it started : Les quatre candidats
- Cœur de pirate et Julien Doré, Pour un infidèle : François • Luce
- Aqua, Barbie Girl : François • Lussi
- Alain Chabat et Gérard Darmon, La Carioca : Luce • Ramón
- Johnny Hallyday et Sylvie Vartan, J'ai un problème : Lussi • Ramón

État de la compétition
- Qualifiés : Luce • Ramón • François
- Éliminée : Lussi

Invité
- Camélia Jordana (demi-finaliste de la Nouvelle Star 2009) interprète Non, non, non.

### Primeno9- 9 juin 2010: Demi-finale
| Candidat | Chanson          | Interprète original | Vote du jury | Vote du jury | Vote du jury | Vote du jury | Total |
| -------- | ---------------- | ------------------- | ------------ | ------------ | ------------ | ------------ | ----- |
| Candidat | Chanson          | Interprète original | Manœuvre     | Manoukian    | Lio          | Prince       | Total |
| Ramón    | We Will Rock You | Queen               |              |              |              |              | 07/12 |
| Ramón    | Bésame mucho     | Emilio Tuero        |              |              |              |              | 07/12 |
| Ramón    | Osez Joséphine   | Alain Bashung       |              |              |              |              | 07/12 |
| François | Amsterdam        | Jacques Brel        |              |              |              |              | 08/12 |
| François | Feel             | Robbie Williams     |              |              |              |              | 08/12 |
| François | Born to Be Wild  | Steppenwolf         |              |              |              |              | 08/12 |
| Luce     | Les Cactus       | Jacques Dutronc     |              |              |              |              | 12/12 |
| Luce     | Over the Rainbow | Judy Garland        |              |              |              |              | 12/12 |
| Luce     | La vie en rose   | Édith Piaf          |              |              |              |              | 12/12 |

Chansons collectives
- The Kinks, You Really Got Me : Ramón • Luce • François
- Serge Gainsbourg et Catherine Deneuve, Dieu fumeur de havanes : Luce • Ramón
- Salvatore Adamo, Vous permettez, monsieur ? : Ramón • François
- The Doors, Light My Fire : Luce • François

État de la compétition
- Qualifiés : Luce • François
- Éliminé : Ramón

Invité
- Soan (vainqueur de la Nouvelle Star 2009) interprète son titre Séquelles.

### Primeno10- 16 juin 2010: Finale
| Candidat | Chanson          | Interprète original | Vote du jury | Vote du jury | Vote du jury | Vote du jury | Total |
| -------- | ---------------- | ------------------- | ------------ | ------------ | ------------ | ------------ | ----- |
| Candidat | Chanson          | Interprète original | Manœuvre     | Manoukian    | Lio          | Prince       | Total |
| François | The Bitter End   | Placebo             |              |              |              |              | 11/12 |
| François | Angie            | The Rolling Stones  |              |              |              |              | 11/12 |
| François | La Superbe       | Benjamin Biolay     |              |              |              |              | 11/12 |
| Luce     | Je dis aime      | Matthieu Chedid     |              |              |              |              | 12/12 |
| Luce     | Mad About You    | Hooverphonic        |              |              |              |              | 12/12 |
| Luce     | Ne me quitte pas | Jacques Brel        |              |              |              |              | 12/12 |

Chansons collectives
- Europe, The Final Countdown : Les dix derniers candidats de la saison
- Lily Allen et Ours, 22 : Luce et François
- Hervé Villard, Capri, c'est fini : Luce et François
- Marc Lavoine et Catherine Ringer, Qu'est-ce que t'es belle : Luce et François
- The Mamas & the Papas, California Dreamin' : Les dix derniers candidats de la saison

État de la compétition
- Vainqueur : Luce
- Finaliste :  François

## Audiences

### En France (M6)

#### Nouvelle Star
| Épisode | Date de diffusion                                | Audience moyenne          | Audience moyenne | Référence |
| Épisode | Date de diffusion                                | Nombre de téléspectateurs | PDM              | Référence |
| ------- | ------------------------------------------------ | ------------------------- | ---------------- | --------- |
| 1       | Mardi 2 mars 2010 (Auditions) (20:40-22:30)      | 3 800 000                 | 14,7 %           | [ a 1 ]   |
| 2       | Mardi 9 mars 2010 (Auditions) (20:40-22:30)      | 3 300 000                 | 12,6 %           | [ a 2 ]   |
| 3       | Mardi 16 mars 2010 (Auditions) (20:40-22:30)     | 3 300 000                 | 13 %             | [ a 3 ]   |
| 4       | Mardi 23 mars 2010 (Théâtre) (20:40-22:30)       | 3 500 000                 | 13,8 %           | [ a 4 ]   |
| 5       | Mardi 30 mars 2010 (Théâtre) (20:40-22:30)       | 4 000 000                 | 15,4 %           | [ a 5 ]   |
| 6       | Mardi 6 avril 2010 (Théâtre) (20:40-23:00)       | 3 000 000                 | 12,3 %           | [ a 6 ]   |
| 7       | Mercredi 14 avril 2010 (1er prime) (20:40-23:40) | 3 800 000                 | 18,2 %           | [ a 7 ]   |
| 8       | Mercredi 21 avril 2010 (2e prime) (20:40-23:00)  | 3 300 000                 | 15,2 %           | [ a 8 ]   |
| 9       | Mercredi 28 avril 2010 (3e prime) (20:40-23:00)  | 3 200 000                 | 15,8 %           | [ a 9 ]   |
| 10      | Mercredi 5 mai 2010 (4e prime) (20:40-23:00)     | 3 300 000                 | 14,2 %           | [ a 10 ]  |
| 11      | Jeudi 13 mai 2010 (5e prime) (20:40-23:00)       | 2 800 000                 | 12,7 %           | [ a 11 ]  |
| 12      | Mercredi 19 mai 2010 (6e prime) (20:40-23:00)    | 3 100 000                 | 14,5 %           | [ a 12 ]  |
| 13      | Mercredi 26 mai 2010 (7e prime) (20:40-23:30)    | 3 300 000                 | 14,2 %           | [ a 13 ]  |
| 14      | Mercredi 2 juin 2010 (8e prime) (20:40-23:30)    | 3 352 000                 | 15 %             | [ a 14 ]  |
| 15      | Mercredi 9 juin 2010 (Demi-finale) (20:40-23:30) | 2 974 000                 | 13,7 %           | [ a 15 ]  |
| 16      | Mercredi 16 juin 2010 (Finale) (20:40-23:15)     | 3 583 000                 | 15,3 %           | [ a 16 ]  |

Légende :
- Les plus hauts chiffres d'audience
- Les plus bas chiffres d'audience

#### Nouvelle Star, ça continue...
| Épisode | Date de diffusion                     | Audience moyenne          | Audience moyenne | Référence |
| Épisode | Date de diffusion                     | Nombre de téléspectateurs | PDM              | Référence |
| ------- | ------------------------------------- | ------------------------- | ---------------- | --------- |
| 1       | Mardi 6 avril 2010 (23:10-00:15)      | 1 800 000                 | 18,5 %           | [ a 6 ]   |
| 2       | Mercredi 14 avril 2010 (23:40-00:40), | 1 000 000                 | 12,4 %           | [ a 7 ]   |
| 3       | Mercredi 21 avril 2010 (23:00-00:00)  | 900 000                   | 10,5 %           | [ a 8 ]   |
| 4       | Mercredi 28 avril 2010 (23:00-00:00)  | 800 000                   | 9,7 %            | [ a 9 ]   |
| 5       | Mercredi 5 mai 2010 (23:00-00:00)     | 1 000 000                 | 10,9 %           | [ a 10 ]  |
| 6       | Jeudi 13 mai 2010 (23:00-00:00)       | 1 000 000                 | 9,5 %            | [ a 11 ]  |
| 7       | Mercredi 19 mai 2010 (23:00-00:00)    | 1 100 000                 | 14,7 %           | [ a 12 ]  |
| 8       | Mercredi 26 mai 2010 (23:30-00:30)    | 1 000 000                 | 10,5 %           | [ a 13 ]  |
| 9       | Mercredi 2 juin 2010 (23:30-00:30)    | 1 100 000                 | 10,8 %           | [ a 14 ]  |
| 10      | Mercredi 9 juin 2010 (23:30-00:30)    | 900 000                   | 12 %             | [ a 15 ]  |
| 11      | Mercredi 16 juin 2010 (23:15-00:15)   | 1 200 000                 | 11,8 %           | [ a 16 ]  |

Légende :
- Les plus hauts chiffres d'audience
- Les plus bas chiffres d'audience

### En Belgique (Plug RTL)
| Épisode | Date de diffusion                                | Audience moyenne          | Audience moyenne | Référence |
| Épisode | Date de diffusion                                | Nombre de téléspectateurs | PDM              | Référence |
| ------- | ------------------------------------------------ | ------------------------- | ---------------- | --------- |
| 7       | Mercredi 14 avril 2010 (1er prime) (20:40-23:40) | 183 095                   | 12,6 %           | [ a 17 ]  |
| 8       | Mercredi 21 avril 2010 (2e prime) (20:40-23:00)  | 180 364                   | 11,9 %           | [ a 18 ]  |
| 9       | Mercredi 28 avril 2010 (3e prime) (20:40-23:00)  | 136 432                   | 9,3 %            | [ a 19 ]  |
| 10      | Mercredi 5 mai 2010 (4e prime) (20:40-23:00)     | 172 204                   | 11,8 %           | [ a 20 ]  |
| 11      | Jeudi 13 mai 2010 (5e prime) (20:40-23:00)       | 234 277                   | 14,2 %           | [ a 21 ]  |
| 12      | Mercredi 19 mai 2010 (6e prime) (20:40-23:30)    | 190 182                   | 12,8 %           | [ a 22 ]  |
| 13      | Mercredi 21 mai 2010 (7e prime) (20:40-23:30)    | 187 984                   | 12,9 %           | [ a 23 ]  |
| 14      | Mercredi 2 juin 2010 (8e prime) (20:40-23:30)    | 204 017                   | 14,2 %           | [ a 24 ]  |
| 15      | Mercredi 9 juin 2010 (Demi-finale) (20:40-23:30) | 209 083                   | 13,7 %           | [ a 25 ]  |
| 16      | Mercredi 16 juin 2010 (Finale) (20:40-23:15)     | 242 598                   | 14,4 %           | [ a 26 ]  |

Légende :
- Les plus hauts chiffres d'audience
- Les plus bas chiffres d'audience